# Clastotoechus diffractus
Clastotoechus diffractus is een tienpotigensoort uit de familie van de Porcellanidae. De wetenschappelijke naam van de soort is voor het eerst geldig gepubliceerd in 1957 door Haig.